# 5118 Elnapoul
5118 Elnapoul este un asteroid din centura principală de asteroizi.

## Descriere
5118 Elnapoul este un asteroid din centura principală de asteroizi. A fost descoperit pe 7 septembrie 1988 la Brorfelde de Poul Jensen. El prezintă o orbită caracterizată de o semiaxă mare de 2,61 ua, o excentricitate de 0,21 și o înclinație de 12,1° în raport cu ecliptica.